# Лю Сян
Лю Сян (кит. 刘翔; 13 июля 1983, Шанхай) — китайский легкоатлет, специализируется на беге на 110 м с барьерами, олимпийский чемпион 2004 года и чемпион мира 2007 года. Он является первым китайским легкоатлетом, выигравшим Олимпийские игры и первым, одновременно выигравшим чемпионат мира и установившим мировой рекорд (англ. «triple crown»). Выступает за клуб «Шанхай». С 27 августа 2004 года до 12 июня 2008 года был рекордсменом мира в беге на 110 метров с барьерами. Занимается благотворительностью. Имеет ряд спонсорских контрактов.

## Спортивные достижения
Лю Сян одержал эпохальную для китайской лёгкой атлетики победу на Олимпиаде-2004 с олимпийским рекордом. Популярность Лю Сяна в КНР огромна.
Он также завоевал серебро на чемпионате мира 2011 года после дисквалификации кубинца Дайрона Роблеса. Роблес пересек финишную линию первым, но делегация Китая заявила, что кубинец создал помеху Сяну. Апелляционная комиссия ИААФ согласилась с доводами китайцев, отклонив встречный протест кубинской делегации на решение лишить Роблеса золотой медали чемпионата мира.

### 110 м с барьерами
- Чемпион ОИ 2004 (12,91 ОР).
- Чемпион мира: 2007 (12,95).

Серебряный призёр ЧМ 2005 (13,08).
Бронзовый призер ЧМ 2003 (13,23).
- 3-кратный победитель Гран-При 2004 (13,25; 13,41; 13,06).
- Победитель Азиатских игр 2002, 2006 (13,27, 13,15).
- Победитель Всемирной Универсиады 2001 (13,33).
- Чемпион Азии 2002 (13,56).
- Чемпион Китая 2002.

### 60 м с барьерами
- Чемпион мира 2008 (в помещении) (7,46).

Серебряный призер ЧМ 2004 (в помещении) (7,43).
Бронзовый призер ЧМ 2003 (в помещении) (7,52).